# Dwomo
Dwomo son Jorge Loran Martín-Fabiani y Antonio J. Iglesias Zurita, un dúo madrileño nacido en 1998, que practican una música que ellos mismos definen como Cosmic cocktail en el que cabe música electrónica, Punk, Bossa Nova, Bandas sonoras de películas y cualquier cosa que improvisen en el momento.
En ocasiones tocan ellos dos solos, aunque también se acompañan de distintos músicos según la ocasión. Fernando Polaino, considerado el tercer Dwomo, es su productor y en directo les acompaña en la mesa de mezclas.
Sus influencias según ellos mismos incluyen:, Kraftwerk, Paolo Conte, The Clash, The Jam, The Kinks, Bob Marley, Caetano, Mª Dolores Pradera, Björk, Vinicio Caposella, Mogwai, Radiohead, Goldfrapp, Stereolab, Beck, Mastretta, Derribos Arias, Parálisis Permanente, Aviador Dro, El Humano Mecano, Los Coyotes, Esplendor Geométrico y Golpes Bajos.
Ambos son cantantes y cada uno toca varios instrumentos entre los que se encuentran guitarras, Fx, casiotones, vocoders, armónicas, melódicas, moog, cuatro venezolano, bajo eléctrico, batería escuálida, percusión menor, vientos, ruido.etc.
En la batidora de sonidos de Dwomo también se mezclan los idiomas, hasta los más insólitos como chino, japonés o latín, además de inglés, español, portugués, italiano o francés. Tienen especial talento para versionar temas conocidos cantandos en otro idioma. Un velero llamado libertad de José Luis Perales versionado en inglés se convierte en A sailboat called freedom, Redemption song de Bob Marley cantada en japonés se convierte en Kaiho No Kyoku. De Leño versionan Cucarachas (aparecida en el recopilatorio "Bajo la Corteza", disco tributo de varios grupos a mítica la banda madrileña ) o La noche de que te hablé para el disco "Versión imposible", que editó la revista satírica "El Jueves", se convierte en La nuit dont je tai parlé. Otras canciones de Iron Maiden son traducidos al francés y con Billy Idol se atreven en chino.

## Discografía
- USTED (EP,DRO 2001)
- MI PADRE (EP,DRO 2001)
- FROM PORTUGAL (ALBUM SINGLE,DRO 2002)
- OSINAGA (ALBUM, DRO 2002)
- BOBO MASTER (CAJA,DRO 2002)
- LOS ERRORES DE OCCIDENTE (CD MAXI,DRO 2003)
- DESCALZOS EN LA LUNA (REMIXES,DRO 2004)
- HIJOS DE UN DOMADOR (ALBUM,DRO 2005)
- PARADISE (MAXISINGLE,DRO 2005)
- UN TOBOGAN DE DOS KILOMETROS (MAXISINGLE,DRO 2007)
- MOSCAS EN DICIEMBRE / RAPSODIA DE FRUTAS (DOBLE ALBUM, PIAS 2007)
- DISCO DIOS (PIAS 2009)
- ELECTROSHOCK TARONGER (HALL OF FAME RECORDS 2013)